# Ateliers de Construction Mecanique l'Aster

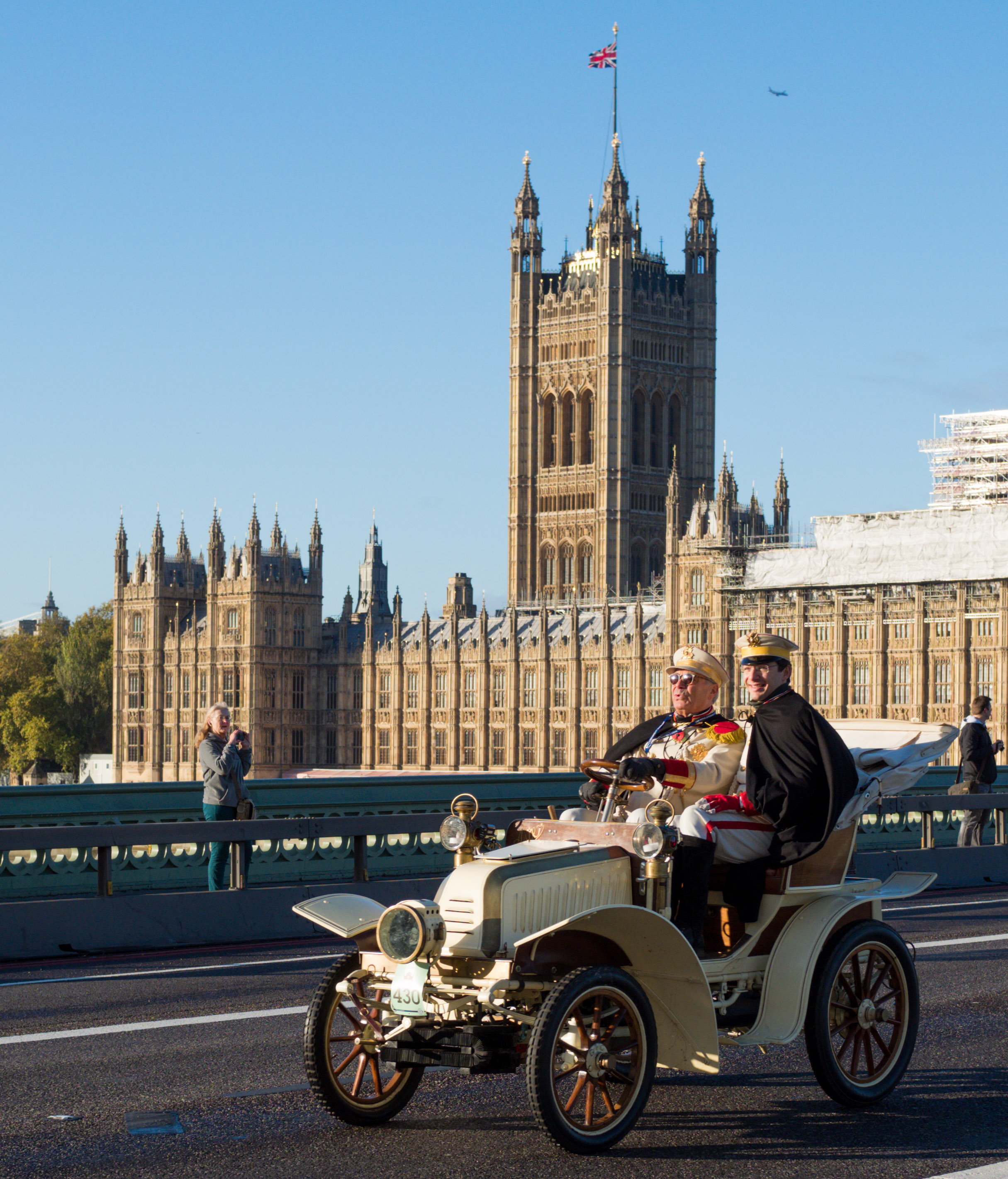
Aster de 1902

Para el automóvil británico fabricado entre 1922 y 1930, consúltese Aster (automóviles)
Para el fabricante del modelo de motor de vapor, consúltese Aster (desambiguación)
Ateliers de Construction Mecanique l'Aster (también conocida simplemente como L'Aster o Aster) fue una empresa francesa constructora de automóviles activa entre 1898 y 1910, que se convirtió en el principal proveedor de motores para otros fabricantes desde finales de la década de 1890 hasta alrededor de 1910/12. Aunque se conoce principalmente como fabricante de motores en masa, la empresa también produjo chasis desnudos para distintos carroceros y una gama completa de componentes de automoción.

## Productos
Aster produjo una amplia gama de propulsores, que incluía: motores estacionarios; generadores de electricidad; motores de automóvil; motores marinos y motores aeronáuticos. Había motores de gasolina refrigerados por aire y por agua, motores de queroseno y motores de gas. Entre las empresas para las que Aster produjo motores y otras piezas se encontraban Achilles, Argyll, Ariès, Aster-Newey, Automobiles Barré, Bolide, Belhaven, Bij 't Vuur, Century, Clément, Darracq, Dennis, Durham-Churchill, Ernst, Excelsior, Gladiator, Hanzer, Hoflack, Hurtu, Korn et Latil, Lacoste et Battmann, La Torpille, Lucerna, Newey Aster, Société Parisienne, Passy-Thellier, Pearson, Prunel, Rochet, Rouxel, Reyrol, Sage, Siddeley-Deasy, Simplicia, Singer, Swift, Vulcan,
West-Aster, Whippet, Whitlock. y Le Zèbre. En 1906, Aster contabilizaba más de 11.000 usuarios de sus motores. 
Desde mediados de la década de 1900, 'Aster-Wembley' fabricó motores bajo licencia para el Reino Unido en Wembley (Londres). En 1913, se convirtió en la 'Aster Engineering Co' que produjo motores aeronáuticos durante la Primera Guerra Mundial, y a partir de 1922, comenzó la producción de los automóviles Aster. En 1927 había sido absorbido por Arrol Johnston. En Italia, la Aster Società Italiana Motori suministró y fabricó automóviles y motores bajo licencia desde 1906-1908. 
En 1904, el periódico parisino Le Petit Journal escribía que Aster monopolizaba la fabricación masiva de motores en Francia y tenía una "reputación universal" y un éxito demostrado por innumerables usuarios. En 1912 afirmaban abastecer a más de 130 marcas.

## Historia

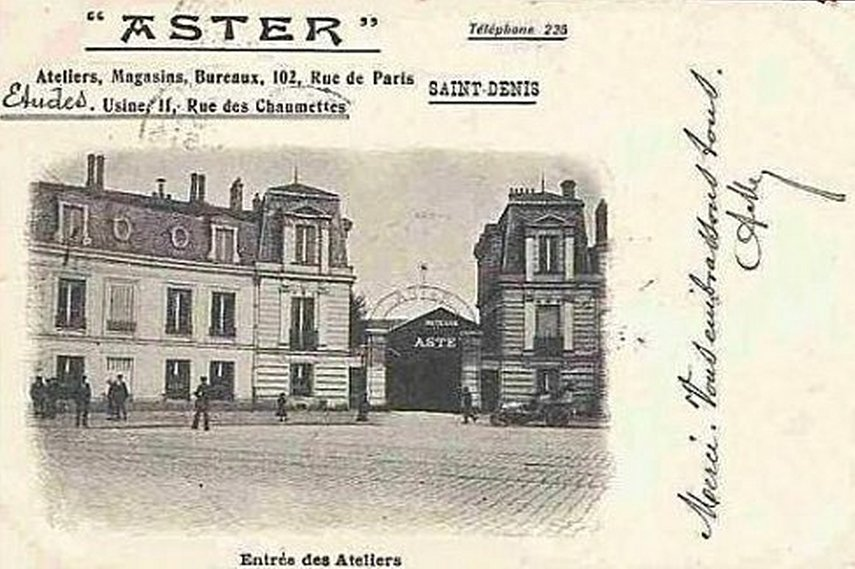
Una postal de la 'Entrada a la fábrica' en el 102 rue de París, en Saint Denis

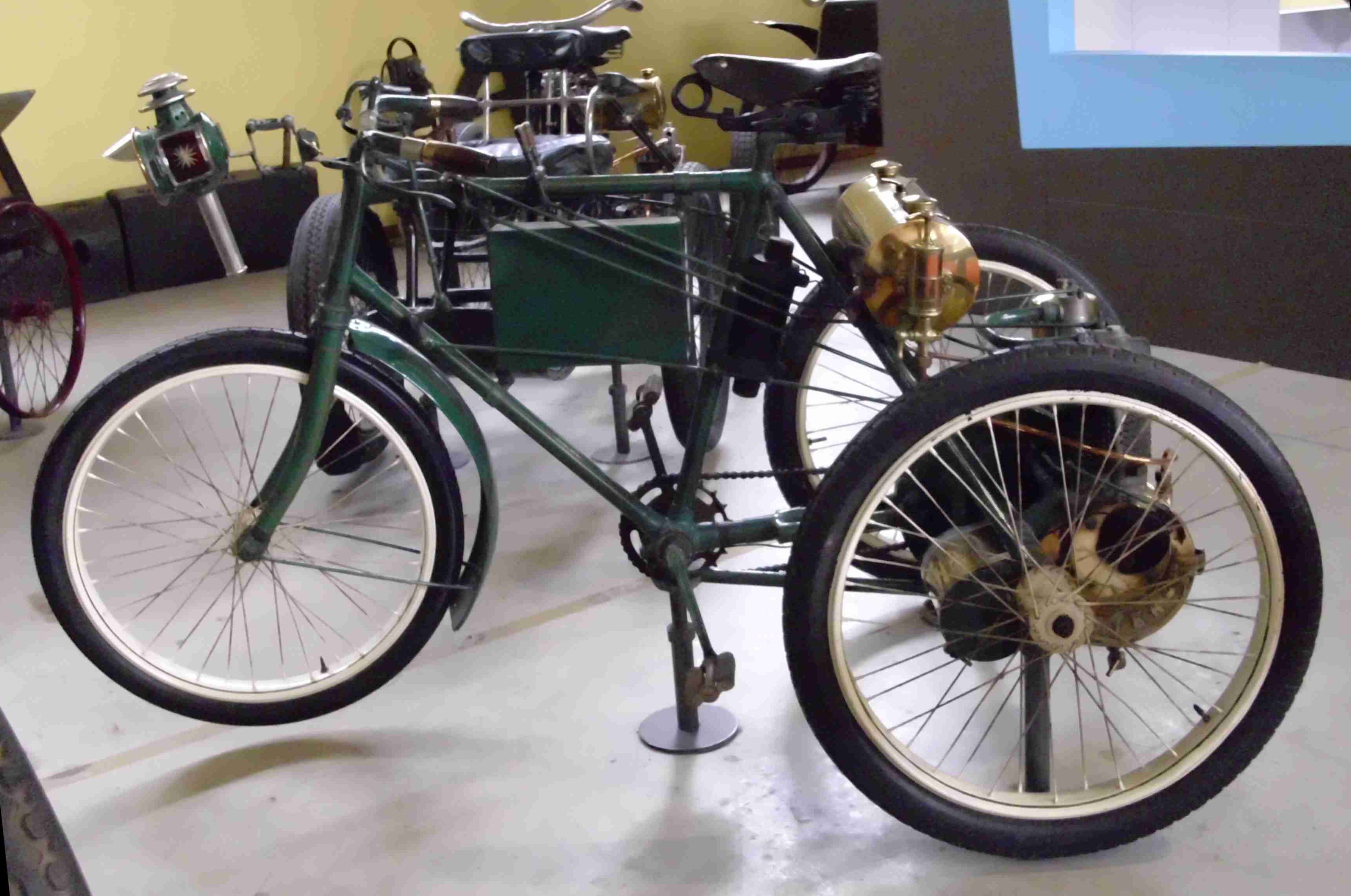
Triciclo motorizado Aster de 1899

La empresa Aster se estableció en 1878 en el número 102 de la calle de París, en la localidad de Saint-Denis. Las placas de identificación de los motores incluían el texto siguiente: «Ateliers de Construction Mécanique l'Aster». 74, Rue de la Victoire, París (domicilio social), Usines à St Denis (Seine) (fábrica). 
En el Salon de l'Auto de 1900 en París, Aster expuso un cuatriciclo equipado con un motor monocilíndrico de 3,5 CV de fabricación propia. La gama en expansión incluida : motores estacionarios; generadores eléctricos; motores de automóvil y motores marinos para lanchas. Había motores de gasolina refrigerados por aire y por agua, motores de queroseno y motores de gas.
Un Aster de 12 CV se exhibió en el Salón del Automóvil delCrystal Palace en 1903, propiciando la venta de los automóviles Aster en Gran Bretaña entre 1905 y 1907. 
En Italia, la Aster Società Italiana Motori inició el suministro de automóviles y motores desde 1906-1908 bajo licencia. 
Aster poseía instalaciones de fabricación en Wembley, al norte de Londres, que comercializaba sus máquinas con el nombre Aster-Wembley. La Begbie Manufacturing de Wembley, fundada en 1899 por Sydney D. Begbie, se convirtió en la licenciataria británica de Aster a comienzos del siglo XX, fabricando principalmente motores estacionarios. En 1913 pasaron a ser Aster Engineering Co (1913) Ltd. y durante la Primera Guerra Mundial fabricaron motores para aviones. En 1922 comenzaron a producir los automóviles Aster. A partir de 1927 fueron absorbidos por Arrol Johnston & Aster Eng de Dumfries (Escocia). Los últimos motores Aster fueron fabricados en 1930 por Meadows.
Sydney D. Begbie trabajó como 'Ingeniero residente' de Aster en París durante la década de 1900. Fue uno de los primeros ciclistas, poseedor de un récord mundial y pionero en el negocio de la ingeniería de motores. Pasó a ser Director Gerente de la Begbie Manufacturing Co., Ltd. de Wembley, que se convirtió en la licenciataria británica de Aster. Begbie también trabajó como ingeniero consultor para Henry Whitlock, Ltd. y para The West London Motor Co. Ltd., usuarios de los motores Aster.

## Automóviles
En el Salon de l'Auto de 1900 en París, Aster expuso un cuatriciclo equipado con su propio motor monocilíndrico de 3,5 CV. Los tamaños de motor y los motores de varios cilindros se desarrollaron progresivamente.
Un Aster de 12 hp se exhibió en el Salón del Automóvil del Crystal Palace de 1903, que sirvió para presentar la gama de automóviles Aster que se venderían en Gran Bretaña entre 1905 y 1907. 
En 1904, Aster produjo un automóvil de cuatro cilindros y cinco asientos de 16/20 hp tipo tonneau con entrada trasera, con un motor JS Tipo 43.
|  |  |  |

## Motores

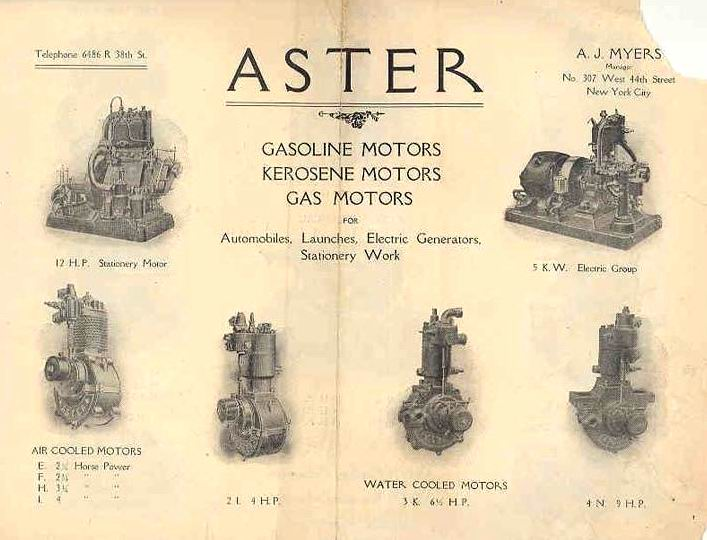
Catálogo de Aster, con la relación de sus motores estacionarios; generadores de electricidad; gama refrigerada por aire; gama refrigerada por agua; y listado de Motores de gasolina, Motores de queroseno y Motores de gasolina para Automóviles, Transporte Pesado, y Lanchas, Generadores eléctricos y trabajos estacionarios. Distribuido en Estados Unidos por 'AJ Myers', Nueva York

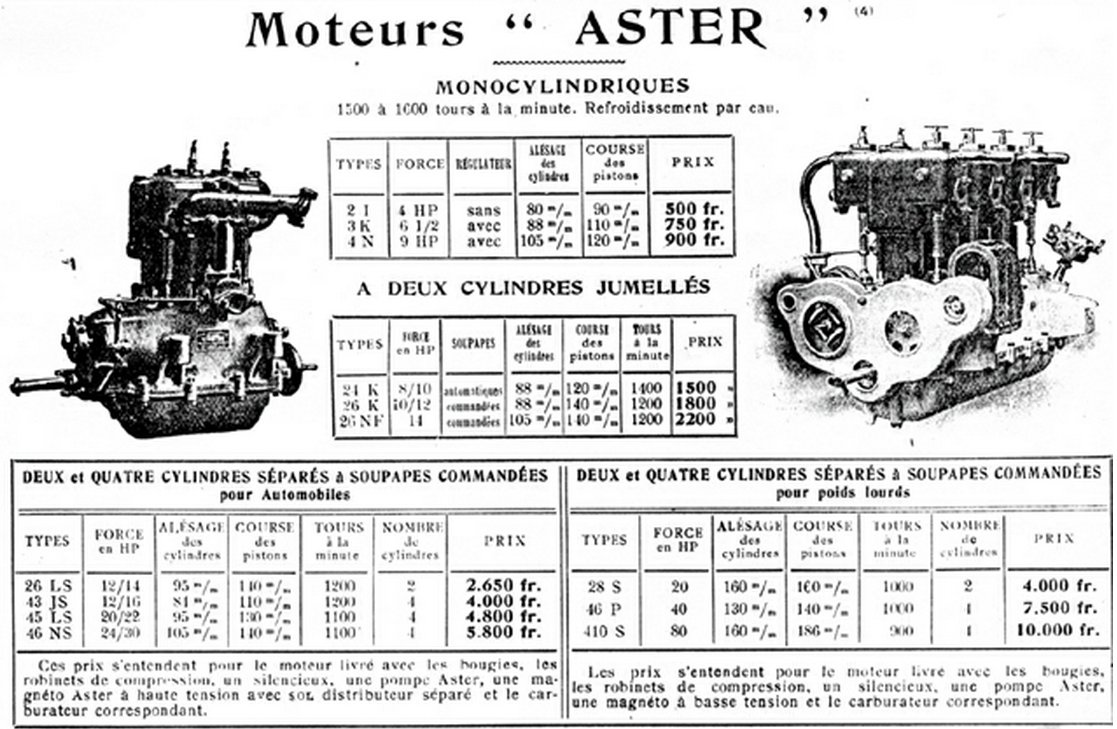
Anuncio comercial de motores Aster publicado en 1908/9: Monocilíndricos Bicilíndricos gemelos Dos y cuatro cilindros con Válvulas de asiento, para automóviles Dos y cuatro cilindros con Válvulas de asiento, para cargas pesadas

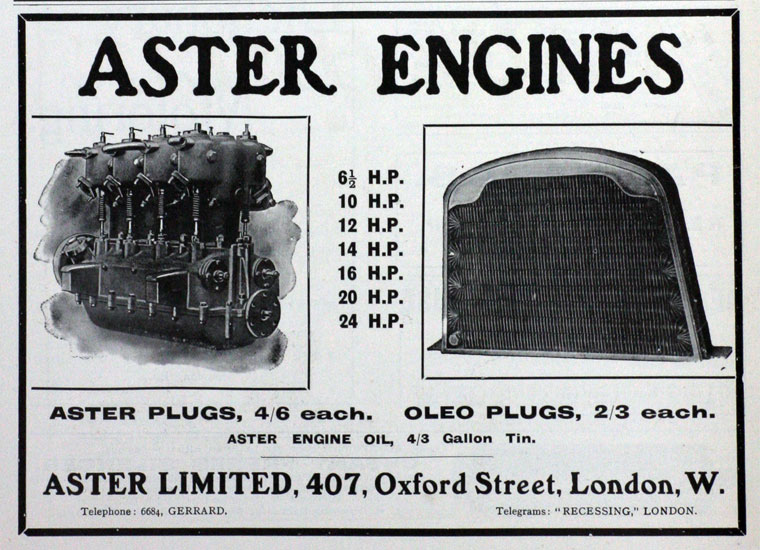
Aster Ltd, Oxford Street, Anuncio que muestra la lista de motores, septiembre de 1905

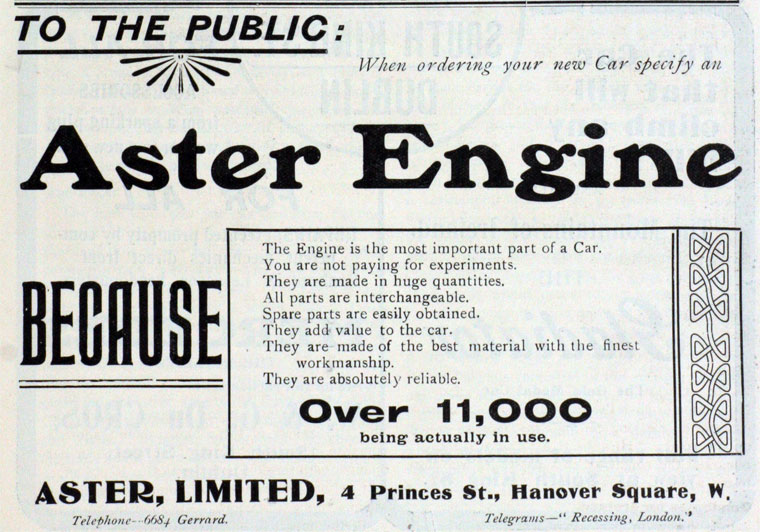
Aster-Hanover Square, anuncio comercial con 11.000 usuarios, marzo de 1906

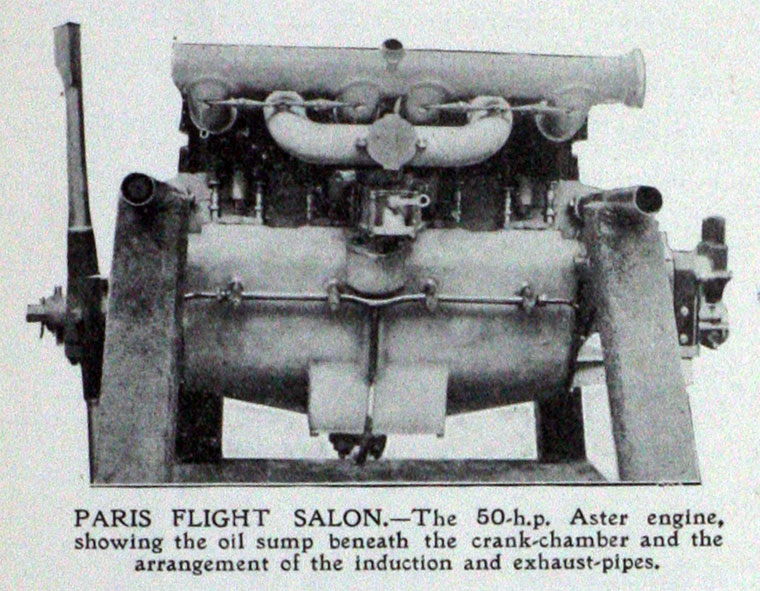
Anuncio de Aster de 1909 para la Muestra Aeronáutica de París,. Motor aeronáutico de 50 hp

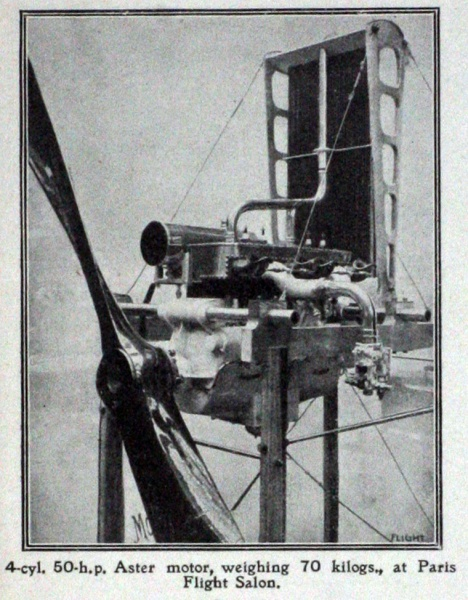
Motor aeronáutico Aster de 50 hp (Muestra Aeronáutica de París) 1910

Aster produjo una amplia gama de motores, incluyendo motores estacionarios; generadores de electricidad; motores de automóviles, motores de servicio pesado, motores marinos para lanchas y motores aeronáuticos. Había opciones refrigeradas por aire y por agua, además de motores de gasolina, motores de queroseno y motores de gasolina. 
Esta lista es provisional y puede contener datos superpuestos. Puede ayudar a racionalizarlo con información de fuentes completas
| Potencia                                   | Tipo                                                                         | Cilindrada Diámetro / Carrera | Nombre     | Vehículo |
| ------------------------------------------ | ---------------------------------------------------------------------------- | ----------------------------- | ---------- | --- |
|                                            | Cuatro cilindros                                                             | 3054 cc                       |            | 1904 Argyll |
|                                            | Cuatro cilindros                                                             | 4849 cc                       |            | 1904 Argyll |
|                                            |                                                                              | 16.000 cc                     |            | Aster-Wembley, hacia 1907, cuatro cilindros |
| 3,5 h.p.                                   | Refrigerado por aire                                                         |                               | Tipo E     | 1900 Aster; 1901 Korn et Latil; 1903 Whippet; Descrito en un catálogo editado en Nueva York |
| 3,5 h.p.                                   | Refrigerado por aire                                                         |                               | Tipo F     | Descrito en un catálogo editado en Nueva York |
| 1,5 h.p.                                   | Refrigerado por aire                                                         |                               | Tipo H     | Descrito en un catálogo editado en Nueva York |
| 4 h.p.                                     |                                                                              |                               |            | 1904 Motocicleta Pearson; |
| 5 h.p.                                     | Monocilíndrico Refrigerado por aire                                          | 84 x 90, 499 cc               | Tipo J     | 1904 Century Tandem; |
| 12 h.p.                                    | Refrigerado por agua                                                         |                               |            | Motor estacionario. Descrito en un catálogo editado en Nueva York |
| 4 h.p.                                     | Refrigerado por agua                                                         |                               | Tipo 2 L   | Descrito en un catálogo editado en Nueva York |
| .                                          | Refrigerado por agua                                                         |                               |            | Grupo eléctrico de 5 kW Descrito en un catálogo editado en Nueva York |
| 4 h.p.                                     | Monocilíndrico Refrigerado por agua                                          | 80 x 90 452 cc                | Tipo 2 I   | Sin regulador, 1000-1500 rpm, 500 francos, Descrito en un catálogo editado en Nueva York Descrito en un catálogo francés de 1908;                                                                |
| 6.5 h.p.                                   | Monocilíndrico Refrigerado por agua                                          | 88 x 110 669 cc               | Tipo 3 K   | Con regulador, 1000-1500 rpm, 750 francos, Tandem descubierto Century de 1904 con radiador 'Begbie Audin'; Descrito en un catálogo editado en Nueva York Descrito en un catálogo francés de 1908 |
| 8 h.p.                                     |                                                                              |                               |            | Achilles; |
| 9 h.p.                                     |                                                                              |                               |            | Achilles; 1902 Bij 't Vuur; |
| 9 h.p.                                     | Monocilíndrico Refrigerado por agua                                          | 105 x 120 1039cc              | Tipo 4 N   | Con regulador, 1000-1500 rpm, 900 francos, Descrito en un catálogo editado en Nueva York Descrito en un catálogo francés de 1908                                                                 |
| Potencia fiscal (GB): 8/10 h.p.            | Bicilíndrico, Bloques gemelos Refrigerado por agua                           | 88 x 120 1460cc               | Tipo 21 K, | Con regulador, 1500 francos, Descrito en un catálogo francés de 1908 |
| 10 h.p.                                    |                                                                              |                               |            | 1904 Argyll |
| Potencia fiscal (GB): 10/12 h.p.           | Bicilíndrico, Bloques gemelos Refrigerado por agua Válvulas de asiento       | 88 x 140 1703cc               | Tipo 26 K  | Regulador automático, 1200 rpm, 1800 francos, 1905 Whippet; 1906 Durham-Churchill; Descrito en un catálogo francés de 1908 1912 Vulcan                                                           |
| 12 h.p.                                    |                                                                              |                               |            | Achilles; 1902 Bij 't Vuur; 1903-1907 Aster; 1905 Whippet; |
| 14 h.p.                                    | Bicilíndrico, Bloques gemelos Refrigerado por agua Válvulas de asiento       | 105 x 140 2424cc              | Tipo 26 NF | Regulador automático, 1200 rpm, 2200 francos, Descrito en un catálogo francés de 1908 |
| Potencia fiscal (GB): 12-14 h.p.           |                                                                              |                               |            | 1905 bicilíndrico Whippet; |
| Potencia fiscal (GB): 12-14 h.p.           | Cuatro cilindros                                                             | 2,4 litros                    |            | 1906 Durham-Churchill; 1906 2,4 litros Singer; |
| Potencia fiscal (GB): 12/14 h.p.           | Bicilíndrico, Bloques separados Refrigerado por agua Válvulas de asiento     | 95 x 110 1559cc               | Tipo 26 LS | 1200 rpm, 2650 francos, Descrito en un catálogo francés de 1908 - para automóviles |
| Potencia fiscal (GB): 12/16 h.p. (y 16/20) | Cuatro cilindros, Bloques separados Refrigerado por agua Válvulas de asiento | 81 x 110 2267cc               | Tipo 43 JS | 1200 rpm, 4000 francos, Descrito en un catálogo francés de 1908 - para automóviles 1904 Aster 16/20 h.p. automóvil de 5 asientos con entrada trasera y Tonneau.                                  |
| 18 h.p.                                    |                                                                              |                               |            | 1905 Whippet; |
| Potencia fiscal (GB): 20/22 h.p.           | Cuatro cilindros, Bloques separados Refrigerado por agua Válvulas de asiento | 95 x 130 3686cc               | Tipo 45 LS | 1100 rpm, 4800 francos, 1904 Argyll 1906 Durham-Churchill, 24 asientos; Descrito en un catálogo francés de 1908 - para automóviles                                                               |
| Potencia fiscal (GB): 24/30 h.p.           | Cuatro cilindros, Bloques separados Refrigerado por agua Válvulas de asiento | 105 x 110 3810cc              | Tipo 46 NS | 1100 rpm, 5800 francos, Descrito en un catálogo francés de 1908 - para automóviles |
| 30 h.p.                                    |                                                                              |                               |            | 1908 Durham-Churchill, 26 asientos |
| 20 h.p.                                    | Bicilíndrico, Bloques separados Refrigerado por agua Válvulas de asiento     | 160 x 160 6434cc              | Tipo 28 S  | 1000 rpm, 4000 francos, Descrito en un catálogo francés de 1908 - para cargas pesadas |
| 24 h.p.                                    | Cuatro cilindros                                                             |                               |            | 1905 Durham-Churchill; 1905 Whippet; |
| 40 h.p.                                    | Cuatro cilindros, Bloque integrado Refrigerado por agua Válvulas de asiento  | 130 x 140 7433cc              | Tipo 46 P  | 1000 rpm, 7500 francos, Descrito en un catálogo francés de 1908 - para cargas pesadas |
| 80 h.p.                                    | Cuatro cilindros, Bloques separados Refrigerado por agua Válvulas de asiento | 160 x 186 14.959cc            | Tipo 410 S | 900 rpm, 10.000 francos, Descrito en un catálogo francés de 1908 - para cargas pesadas |
| 50 h.p.                                    | Cuatro cilindros, Refrigerado por agua                                       |                               |            | 70 kg motor aeronáutico Mostrado en 1909 en la Exhibición Aérea de París |

Nota : Las letras de tipo son un código Aster: I = diámetro del cilindro de 80 mm, J = diámetro del cilindro de 84 mm, K = diámetro del cilindro de 88 mm, L = diámetro del cilindro de 95 mm, N = diámetro del cilindro de 105 mm, S = cilindros separados,

## Componentes
Aster era un importante proveedor de componentes de automóviles para otros fabricantes de vehículos y para los usuarios finales. Como muestra la publicidad de la firma, tanto la matriz francesa como la asociada inglesa eran proveedores de motores, cajas de cambio, engranajes, chasis, mecanismos de dirección, radiadores, bujías, magnetos, bobinas, acumuladores, conducciones de aceite, y lubricadores.

## Socios

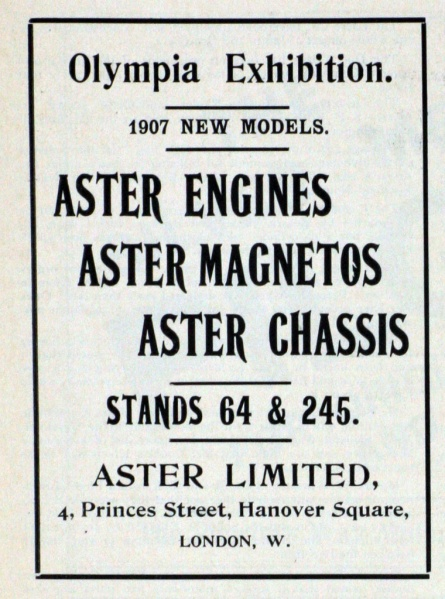
Anuncio de Aster, exposición del Olympia de noviembre de 1906, 1907: modelos, motores, magnetos, chasis

El 11 de julio de 1904 el periódico parisino Le Petit Journal afirmaba que la fabricación masiva de motores estaba monopolizada en Francia por Aster, la única marca especializada en la fabricación de motores, y que tenía una 'reputación universal' y un éxito demostrado por innumerables usuarios.
En 1912, las fábricas de Aster francesa e inglesa afirmaban que abastecían a más de 130 marcas de vehículos.

### Achilles
Se lanzó la gama de automóviles denominados Achilles, en su mayoría con motores de un solo cilindro de origen Aster y De Dion. Se produjeron al menos 5 modelos diferentes, incluidos los de 8 CV, 9 CV y 12 CV

### Argyll
En 1904, la compañía Argyll de Escocia presentó una gama de automóviles equipados con radiadores delanteros y con motor Aster. Uno de estos fue un modelo de 10 CV y 1985 cc; mientras que los otros coches de la marca utilizaban motores de cuatro cilindros de 3054 cc, 3686 cc y 4849 cc. 
En 1908, el Argyll 40 fue el primer modelo con un motor Aster completamente francés. Ganó su clase en las pruebas de fiabilidad organizadas en Escocia. 

### Ariès
El Ariès fue un automóvil francés fabricado entre 1903 y 1938. Los primeros coches estaban equipados con motores Aster de dos y cuatro cilindros. Estos coches con barra de transmisión tenían un inusual eje trasero doble. 

### Belhaven
Belhaven construyó vehículos con motor de gasolina y vapor a partir de 1908 en su fábrica de 'Belhaven Engineering and Motors' en Wishaw, Escocia. Los camiones con transmisión por cadena y motor de gasolina utilizaron inicialmente propulsores Tyler y, más tarde, unidades Aster.

### Bij 't Vuur
El Bij 't Vuur fue un automóvil holandés fabricado desde 1902 hasta 1906. Los primeros coches tenían motores Aster, pero los posteriores utilizaron unidades De Dion-Bouton o Panhard. En 1902 se ofrecieron versiones de 9 y de 12 hp, que tenía un eje cardán bastante moderno con tres marchas adelante y marcha atrás. 

### Century

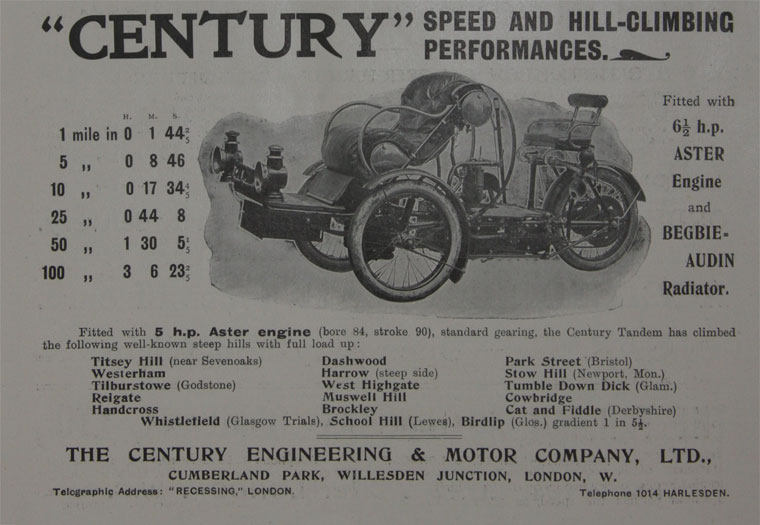
Anuncio de Century (1902): un coche en tándem con motor Aster

'Century Engineering and Motor Co' de Willesden Junction, Londres, produjo motocicletas desde 1902 hasta 1905. En 1904 su modelo de coche abierto en tándem estaba equipado con un motor Aster (de 5 hp o 6,5 hp, con radiador refrigerado por agua 'Begbie Audin') accionando un contraeje por cadena. El eje trasero era impulsado por una o dos cadenas, para dar velocidades altas y bajas. También se incluyó un modelo de carga para comerciantes.

### Darracq
En 1896 Alexandre Darracq fundó la 'Societe Alexandre Darracq Suresnes' para construir bicicletas motorizadas. Los primeros modelos fueron los triciclos y cuatriciclos Perfecta, fabricados bajo licencia de Léon Bollée y equipados con motores Aster.

### Durham-Churchill (Hallamshire)

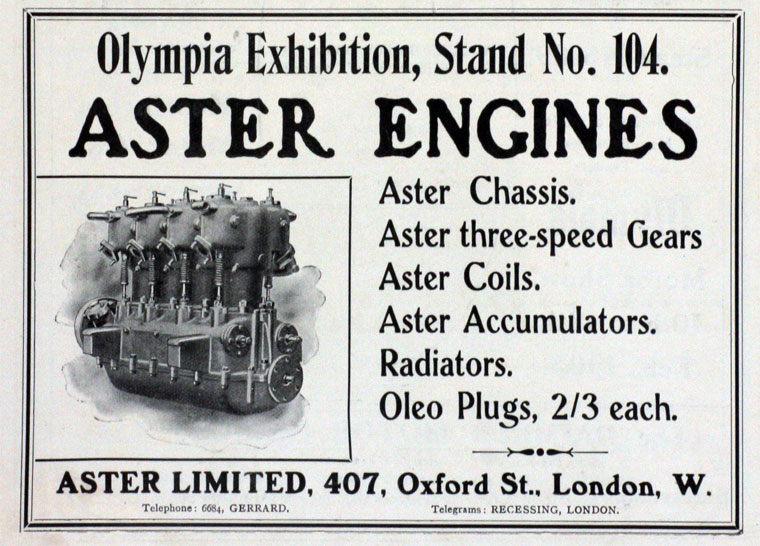
Anuncio de febrero de 1905 para la Exposición del Olympia. Aster: motores, chasis, engranajes, bobinas, acumuladores

Durham-Churchill de Grimesthorpe, cerca de Sheffield, fabricó carros de bancos (charabancs) como 'Hallamshire Cars' desde 1903 hasta 1917. En 1905, exhibieron un charabanc de 24 asientos impulsado por un motor Aster de cuatro cilindros y 24 hp. Conducía el eje trasero a través de un embrague Champion y una caja de cambios de cuatro velocidades. Fue lanzado en el Royal Agricultural Hall Show a un costo de 600 libras. En 1906 también utilizaron motores Aster en su gama de coches: dos cilindros de 10 a 12 hp y cuatro cilindros de 12 a 14 hp; 20 hp; y modelos de 24 hp. En 1908, su charabanc de 26 plazas estaba propulsado por un motor Aster de 30 hp.

### Excelsior
A partir de enero de 1904, el fabricante belga Excelsior (El Bentley Belga) construyó coches con bastidor de madera reforzada y equipados con motores Aster, de uno, dos y cuatro cilindros. Los primeros modelos estaban propulsados por un motor Aster capaz de funcionar con dos o cuatro cilindros.

### Gladiator
Ciclos Gladiator (Clément-Gladiator desde 1896), era un fabricante francés de bicicletas, motocicletas y automóviles con sede en Le Pré-Saint-Gervais, Sena. En 1899 lanzaron un automóvil con un motor Aster montado en la parte delantera, volante, transmisión de dos velocidades por pedales y transmisión final por cadena. En 1902 Gladiator fabricó sus propios motores de cuatro cilindros.

### Horley Motor Car
Algunos coches Horley fueron equipados con el motor Aster alrededor de 1906, posiblemente en la versión furgoneta de su vehículo. Archivos de la revista Ref Motorsport, pág.41 noviembre de 1982 

### Korn et Latil
El Korn et Latil fue un automóvil francés fabricado desde 1901 hasta 1902. Era un voiturette con un motor Aster de 3½ hp. 

### Lewis

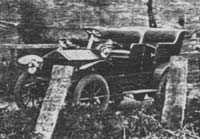
Lewis-Aster, junto a la fábrica de Lewis en McHenry Street, Adelaida. 1900

Vivian Lewis comenzó el "Depósito de bicicletas Ormonde" en Freeman Street, Adelaida en 1893. En noviembre de 1900, Lewis Cycle and Motor Works en McHenry Street, Adelaida, produjo el primer automóvil Lewis. A mediados de la década de 1900, produjeron el 'Lewis-Aster', pero actualmente se desconoce en qué cantidad.

### Newey-Aster
Gordon Newey fabricó tres modelos de automóvil con motores Aster: 10/12 HP, 20/22 HP y 24/30 HP, además de camiones que podían llevar 500 kg de carga útil.

### Orient Aster
En 1898 o 1899, Charles Metz, de la Metz Company de Waltham, Massachusetts, construyó la primera motocicleta producida en los Estados Unidos. Utilizaba un motor Aster, que era una copia del sencillo motor de cuatro tiempos pequeño y ligero de De Dion-Bouton, con batería y encendido por bobina. 

### Parsons Biplano
El biplano Parsons fue construido en mayo de 1913 por J.G. Parsons y Percy Maxwell Muller como un banco de pruebas de ingeniería para el estabilizador de rueda de paletas de péndulo de Parsons. El primer modelo estaba inicialmente equipado con un motor Aster de cuatro cilindros en línea de 40 hp, refrigerado por agua, que impulsaba una hélice Normale de 8 pies 2 pulgadas (2,49 m) de diámetro, pero fue reemplazado por un motor Gnome en julio de 1913.

### Pearson
La Pearson era una motocicleta británica fabricada por los hermanos Pearson de Southsea, Hampshire, en 1904. Estaba equipada con un motor Aster de 4 hp montado sobre un bastidor de 'lazo y diamante'.

### Phébus-Aster
Noe Boyer & Cie, de Suresnes, París, denominó Phébus a su coche de 1899-1903 en honor a Foebe (Apolo), el dios griego que conducía el sol a través de los cielos todos los días. Era impulsado por un motor Aster de 3.5 hp. Charles Jarrott, asociado con F.F. Wellington, logró una marca de 38 mph en el velódromo de Crystal Palace, estableciendo que los triciclos Phèbus con motor Aster eran rápidos y potentes. Wellington era el importador inglés de triciclos y voiturettes Phèbus. La voiturette de dos velocidades estaba propulsada por un motor Aster monocilíndrico de 397 cc montado en la parte trasera.

### Rouxel
El Rouxel fue un automóvil francés fabricado desde 1899 hasta 1900. La compañía produjo dos modelos, incluida una voiturette de dos velocidades con un motor Aster de 2½ hp. 

### Siddeley-Deasy

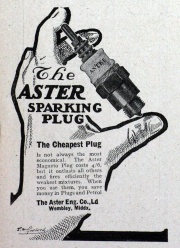
Bujía Aster-Wembley - 1910

Siddeley-Deasy utilizó chasis Rover y motores Daimler y Aster. 

### Simplicia
El Simplicia fue un automóvil francés fabricado solo en 1910. Usó un motor Aster de 10/12 hp. 

### Singer
Singer fabricó su primer automóvil de cuatro ruedas en 1905. El primer automóvil diseñado por Singer estaba equipado con un motor Aster de 2.4 litros y 4 cilindros 12/14 en 1906. Para 1907 se lanzó una gama de modelos de dos, tres y cuatro cilindros con motores White & Poppe. Los modelos con motor Aster se abandonaron en 1909.

### West Aster
Enoch John West comenzó a fabricar automóviles en Coventry, Inglaterra con el nombre de 'The Progress Cycle co' en 1900. Pero en 1903 quebró, por lo que fundó West y West-Aster, que fabricaron automóviles a partir de 1904 con motores Aster, pero en 1908 (o 1910) también habían quebrado.
La guía del Salón del Automóvil del Olympia de 1906 describió el West-Aster así: 
Un coche que llamó nuestra atención por su construcción actualizada y su precio razonable fue el "West" fabricado por West, Ltd, de South Molton Street, Bond Street, Londres, W. Está equipado con el célebre motor Aster, que lleva la garantía de Aster Company. Por lo demás, se fabrica en Coventry, y posee una buena y sólida construcción en todos sus componentes.

### Whippet Motor & Cycle Co
Whippet Motor & Cycle Co produjo motocicletas desde 1903 hasta 1905. Se exhibieron dos de sus máquinas en la feria del Crystal Palace a finales de 1903; el coche descubierto estaba equipado con un motor Aster de 3.25 hp. También tenía un cambio de dos velocidades mediante dos ruedas de cadena de diferentes diámetros, montadas en el buje trasero, y un dispositivo para cambiar la cadena de transmisión de una a otra, como en una bicicleta.

### Whitlock

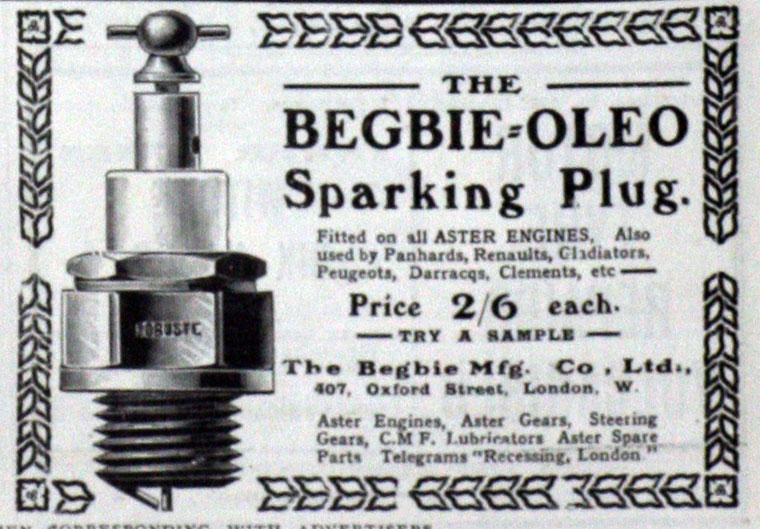
Anuncio de las bujías Begbie Oleo, instaladas en todos los motores Aster desde mayo de 1904

La compañía Whitlock, con sede en Holland Park, Londres, se introdujo en la industria del automóvil en 1903, cuando se rebautizó un automóvil 'Century' fabricado en Willesden, Londres, como 'Whitlock Century' (véase Century arriba). 
En 1905 se formó 'The Whitlock Automobile Company' para comercializar los automóviles Whitlock-Aster. Fabricaron modelos con motores de 10 y 12 hp; uno de 12 hp; un bicilíndrico de 12-14 hp con transmisión por eje; un modelo de 18 CV y uno de 24 CV, que figuraban como de fabricación francesa. Según los informes, los coches fueron bien recibidos, pero no pudieron haber sido un éxito comercial, ya que la empresa cerró en 1906.

### Vulcan
Vulcan fue un fabricante de automóviles inglés, activo desde 1902 hasta 1928. La compañía construyó una gama de motores para sus primeros modelos, pero en 1912 su nuevo automóvil pequeño, el 10/12, estaba equipado con un motor Aster de dos cilindros y 1.8 L, el primer uso de un motor comprado a otra compañía.